# 曾会
曾会（1428年—？），字以文，直隸河間府鹽山縣人，明朝政治人物。进士出身。

## 生平
順天府鄉試第六十名。景泰五年（1454年）甲戌科二甲第三十三名進士。成化年间，接替张正任建宁府知府一职，弘治元年(1488年)，由刘玙接任。